# 剑苞鹅耳杨
剑苞鹅耳杨（学名：Carpinus londoniana var. xiphobracteata）为桦木科鹅耳枥属下的一个变种。

## 扩展阅读
- 維基物種上的相關：剑苞鹅耳杨